# Nikander Egipcjanin
Nikander Egipcjanin, lekarz, męczennik wczesnochrześcijański czczony w Kościele katolickim i prawosławnym (cs. Muczenik Nikandr Jegiptjanin).

## Hagiografia
Żył w III w. w Egipcie. Z zawodu był lekarzem. Gdy nastały prześladowania chrześcijan za cesarza Dioklecjana, bez obawy o własne życie odwiedzał uwięzionych wyznawców Chrystusa, leczył ich, udzielał pomocy, pocieszał, umacniał w wierze a zmarłych grzebał. Pewnego razu przybył do miejsca, gdzie ciała zabitych męczenników zostały rzucone jako żer dla zwierząt. Obawiając się by pochować ich za dnia, doczekał nocy i pod przykryciem ciemności zakopał ciała. Spotkała go za to sroga kara. Pojmanego poddano torturom, ściągając z niego żywcem skórę. Na koniec, około 302 r. ścięto go mieczem.
Męczennik Nikander posiada przydomek Egipcjanin, w odróżnieniu od innego męczennika o tym samym imieniu, którego nazywa się Egipskim (cs. Muczenik Nikandr Jegipietskij, wspominany 5 czerwca, zm. 305-311 r.).
Tak o świętym pisano w Rzymskim Martyrologium: W Egipcie św. Nikandra, Męczennika, który w nagrodę za to iż starannie zbierał relikwie św. Męczenników, sam sobie zasłużył na koronę męczeńską za czasów Dioklecjana.
Liturgiczne wspomnienie świętego w obu Kościołach przypada na 15 marca.

## Ikonografia
W ikonografii święty przedstawiany jest w szkarłatnych męczeńskich szatach. Najczęściej w prawej ręce trzyma krzyż, a w lewej naczynie w kształcie kielicha. Krótka, kasztanowa broda świadczy o jego stosunkowo młodym wieku. 